# Javier Pascual Llorente
Javier Pascual Llorente (Alfaro (La Rioja), 30 de marzo de 1971) es un exciclista profesional español. Debutó como profesional el año 1995 y se retiró después de la campaña 2005.
Destacó sobre todo en la Vuelta a Murcia donde se impuso en varias etapas, subió al pódium e incluso llegó a imponerse en la edición de 2003. 

## Palmarés
1998 
* 1 Etapa de la vuelta a Colombia
1999
- 1 etapa de la Vuelta a Murcia
- 1 etapa de la Vuelta a Colombia

2000
- 1 General por equipos tour de Francia 2000
- 1 etapa de la Vuelta a la Comunidad Valenciana

2001
- 1 General por equipos tour de Francia 2001
- Vencedor de 2 etapas de la Vuelta a Castilla y León

2003
- 1 General Vuelta a Andalucía y 1 etapa
- 1 Genaral Vuelta a Murcia, más 2 etapas

## Resultados en Grandes Vueltas
| Carrera         | 1996 | 1997 | 1998 | 1999 | 2000 | 2001 | 2002 | 2003 |
| --------------- | ---- | ---- | ---- | ---- | ---- | ---- | ---- | ---- |
| Giro de Italia  | -    | -    | -    | -    | -    | -    | -    | -    |
| Tour de Francia | -    | -    | -    | Ab.  | 31.º | 58.º | -    | 27.º |
| Vuelta a España | 69.º |      | 38.º | -    | -    | -    | -    | -    |